# Villa Le Corti (San Casciano in Val di Pesa)

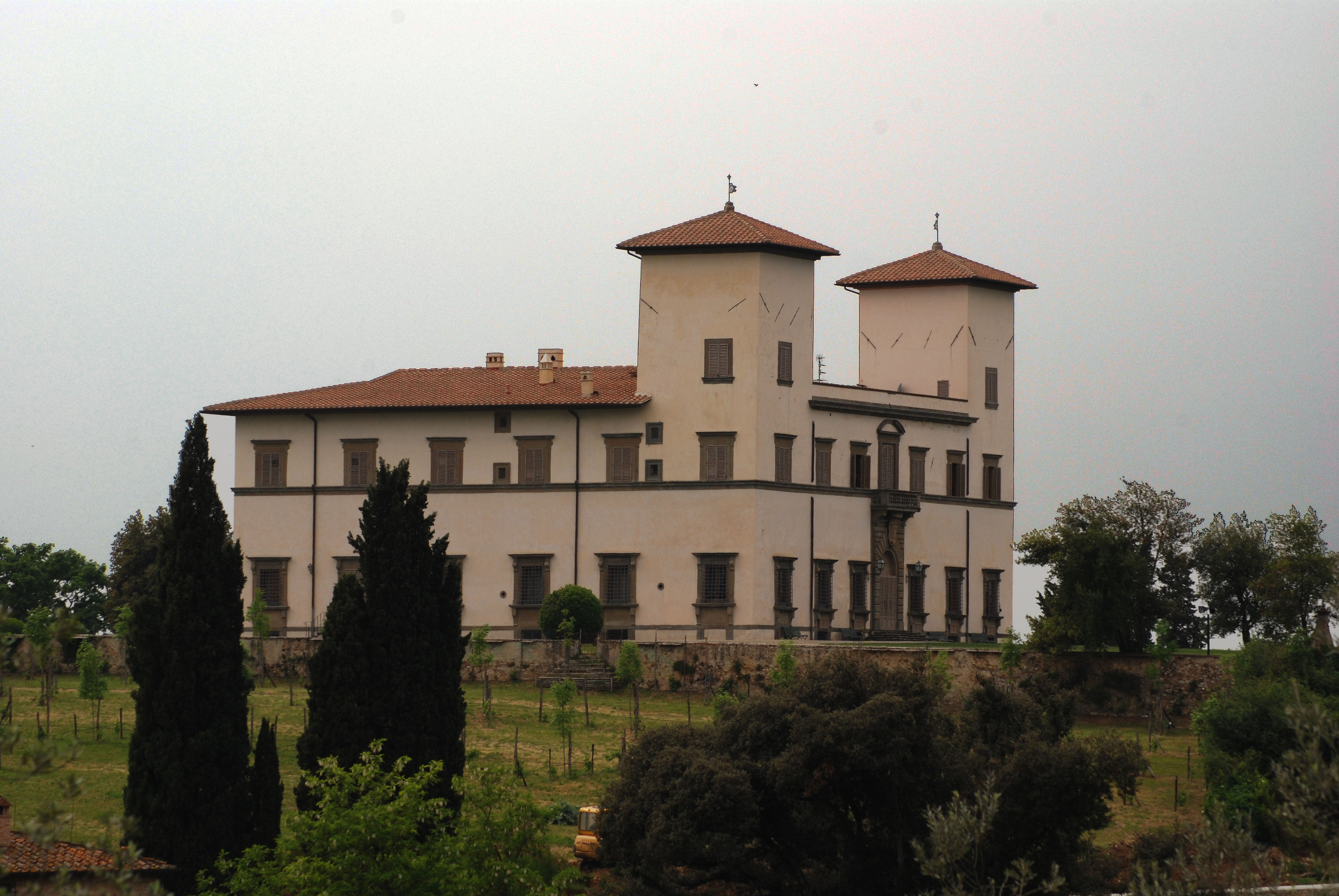
Vista da fachada da Villa Le Corti.

A Villa Le Corti é uma villa da família Corsini situada no nº 1 da Via San Piero (ou Pietro) di Sotto, na comuna de San Casciano in Val di Pesa, Província de Florença, Itália.

## História
Em 1427, a villa já se encontrava na posse dos Corsini, como se constata no primeiro cadastro florentino. Na época era uma simples torre fortificada construída numa zona estratégica ao longo duma linha de fortificações para defesa de Florença ao longo do vale do Pesa.
Entre meados do século XVI e o início do século XVII, a villa foi completamente reestruturada por vontade de Bartolomeo Corsini, sofrendo uma completa transformação segundo um projecto atribuído a Santi di Tito, que lhe deu a majestosa forma tardo-renascentista que ainda hoje se admira, tendo sido afrescado por Bernardino Poccetti.
No final do século XIX, o Príncipe Tommaso Corsini encarregou o pintor Gaetano Bianchi de decorar algumas salas da villa com numerosos brasões aristocráticos. O mesmo pintor, juntamente com o arquitecto Micheli, também decorou a capela gentilícia que surge nas vizinhanças.
A villa foi novamente restaurada na década de 1990 pelo actual proprietário, Duccio Corsini. Duas vezes por ano, hospeda interessantes manifestações: Alle corti del Vino, uma feira com degustações eno-gastronómicas, em Maio, e os Giardini in Fiera, uma mostra comercial de jardinagem e horticultura, em Setembro.

## Arquitectura e património artístico

### Avilla

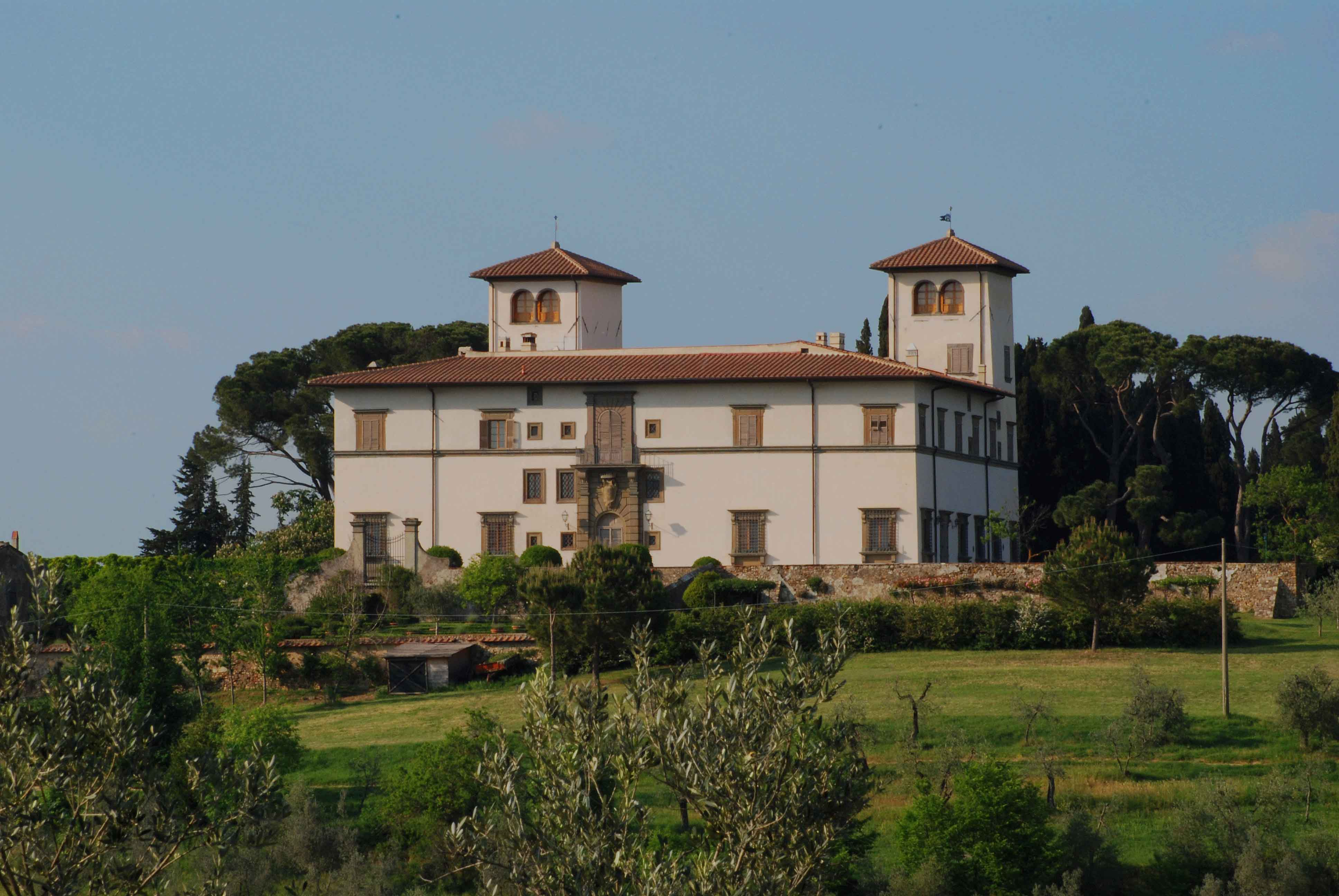
Vista da fachada traseira da Villa Le Corti.

A planta rectangular da villa apresenta duas sólidas torres nos cantos da fachada setentrional. A fachada, que se repete quase idêntica nos quatro lados, caracteriza-se pela presença duma série de janelas renascentistas com gradeamentos no piso térreo encimadas por um marca-piso em pietra serena. O andar superior, assim como as torres, apresenta aberturas mais simples. Na sua parte posterior, ambas as torres são abertas por um elegante janela bífora.
No interior encontra-se o pátio quadrangular constituído por uma arcada de arcos de volta perfeita com abóbadas de aresta. Deste pátio, acede-se às salas do piso térreo. É de assinalar a Sala delle Donne ("Sala das Damas" - sala de refeições), assim chamada porque no final do século XIX foi decorada pelo pintor Gaetano Bianchi com os brasões das casas nobres das damas que casaram com membros da família Corsini; sob cada um dos brasões está colocado um retrato do respectivo marido. De seguida, encontra-se a Sala dei Titoli ("Sala dos Títulos" - antiga sala de jogo), onde as abóbadas são decoradas com os principais empreendimentos dos membros da família Corsini. Segue-se a Sala de Clemente XII (salão de baile), onde está instalado um imponente busto em mármore em memória do pontífice. O Salone a Tramontana ("Salão da Tramontana") hospeda uma bela lareira em pietra serena' e alguns bustos romanos para decorar o ambiente; deste salão, pode aceder-se ao jardim.
No primeiro andar, a arcada foi murada em três dos lados para poder permitir a construção duma galeria que hospeda os retratos dos membros mais relevantes da família Corsini. As salas do piso superior são privadas e, portanto, não podem ser visitadas. É nesta parte da villa que se encontra a capela de família.

#### A capela de família
A capela é constituída por uma única nave rectangular com abóbada de berço; as paredes são cobertas por um tecido de seda azul com damascos dourados e bordados polícromos. Na parte do fundo, o altar apresenta uma simples pedra apoiada em duas colunas; sobre o altar está colocada uma tela representando a Madonna col Bambino tra San Bartolomeo e Sant'Andrea Corsini ("Nossa Senhora com o Menino entre São Bartolomeu e Santo Andrea Corsini"). 
Os afrescos desta capela foram realizados por Bernardino Poccetti que, morto em 1612, fez terminar o trabalho pelo seu colaborador Francesco di Alessandro Leoncini. Os afrescos da abóbada representam a Adorazione dei Magi ("Adoração dos Magos") enquanto os dos medalhões nos lados do tecto mostram os Quattro Evangelisti ("Quatro Evangelhos"). Destes afrescos, sobrevivem numerosos desenhos preparatórios que hoje estão conservados no Gabinetto Disegni e Stampe degli Uffizi (Gabinete de Desenhos e Impressões da Galeria degli Uffizi).
Resta a memória que, para completar os afrescos, Poccetti obrigou Corsini a manter perto da villa, e à sua conta, todos os seus amigos.

### O parque
Os amplos jardins são constituídos em parte por canteiros geométricos à italiana, por um grande parque com um caminho ladeado por ciprestes seculares e por um prado em torno da villa que lhe exalta a essencial monumentalidade. Dentro do parque encontra-se um tabernáculo afrescado, que pode ser datado do século XIV, e uma estátua, hoje enormemente danificada, para cuja autoria se tem apontado o nome de Giambologna.
Amplas são, também, as adegas organizadas em três níveis subterrâneos, onde são conservados os produtos da fazenda anexa: vinho Chianti Clássico e azeite extra virgem de azeitona.

#### A capela gentilícia
Esta capela encontra-se instalada no parque da villa, confinada com a igreja dos Capuchinhos. É dedicada a Santo Andrea Corsini e foi erguida no final do século XIX, segundo um projecto do arquitecto Micheli, para hospedar os restos mortais dos membros da família Corsini. 
A igreja é coberta interiormente por abóbadas de aresta divididas por um arco transversal. Está completamente coberta de afrescos em estilo neogótico, obra de Gaetano Bianchi, artista que também trabalhou no interior da villa.

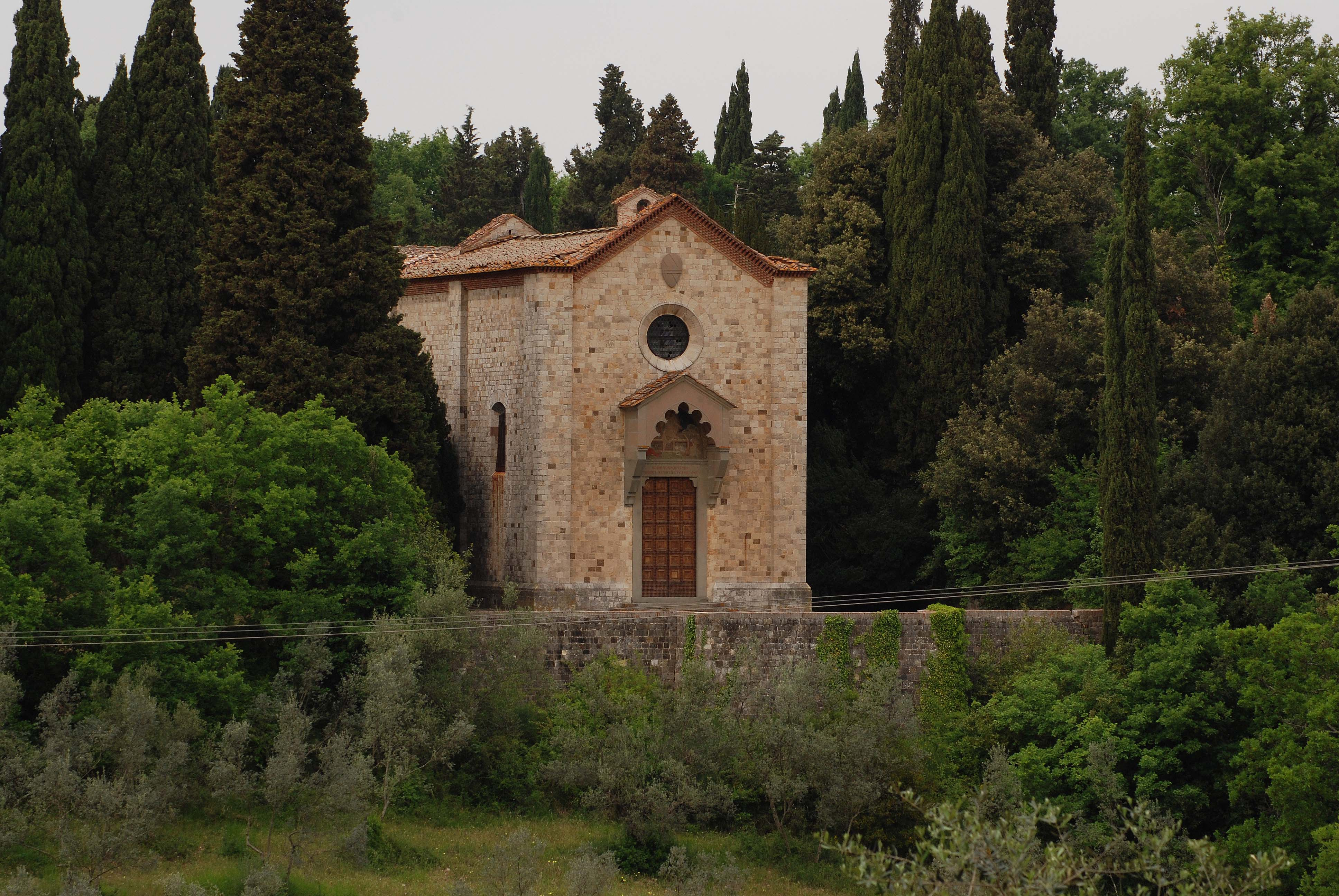
Fachada da capela gentilícia
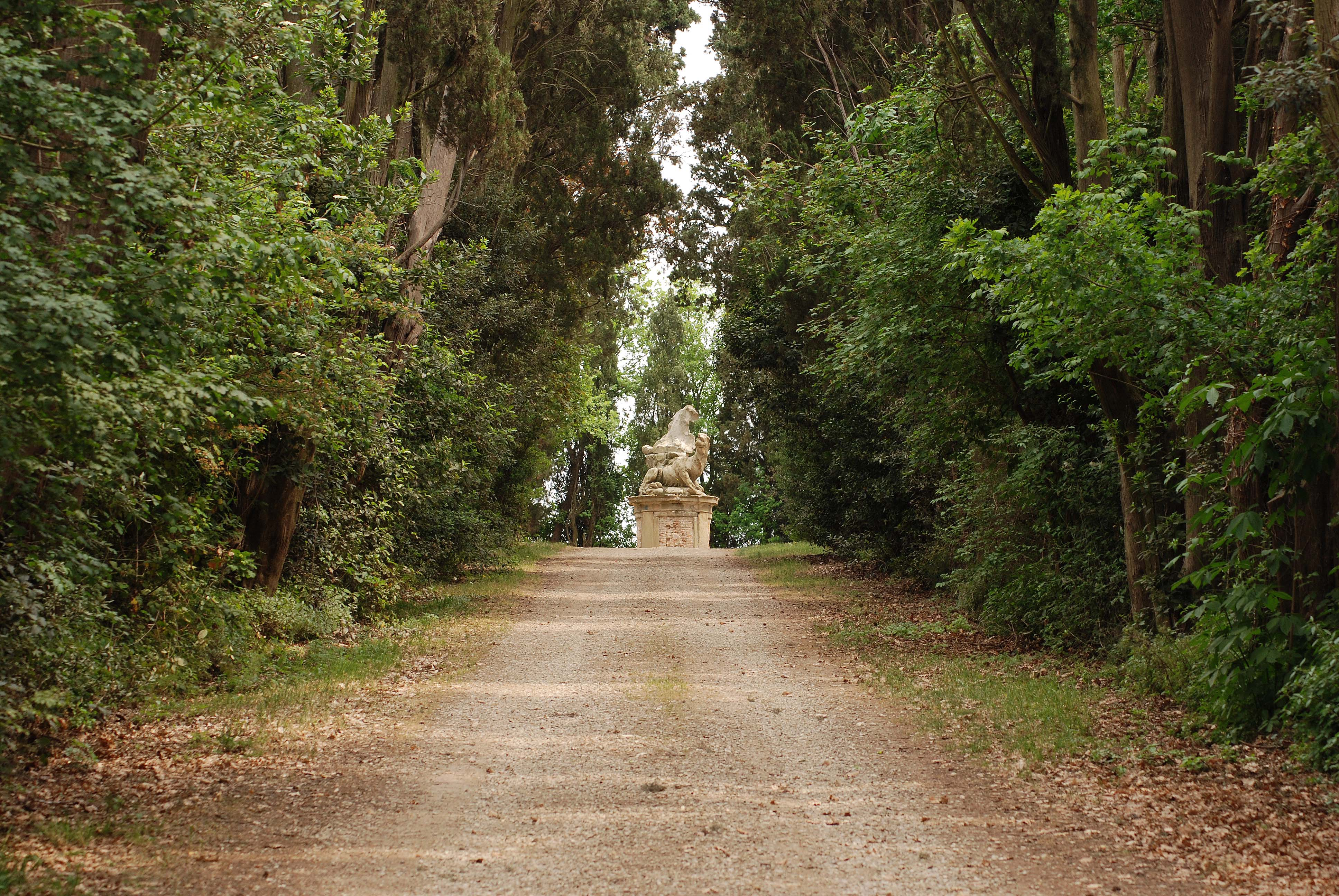
Vista do parque
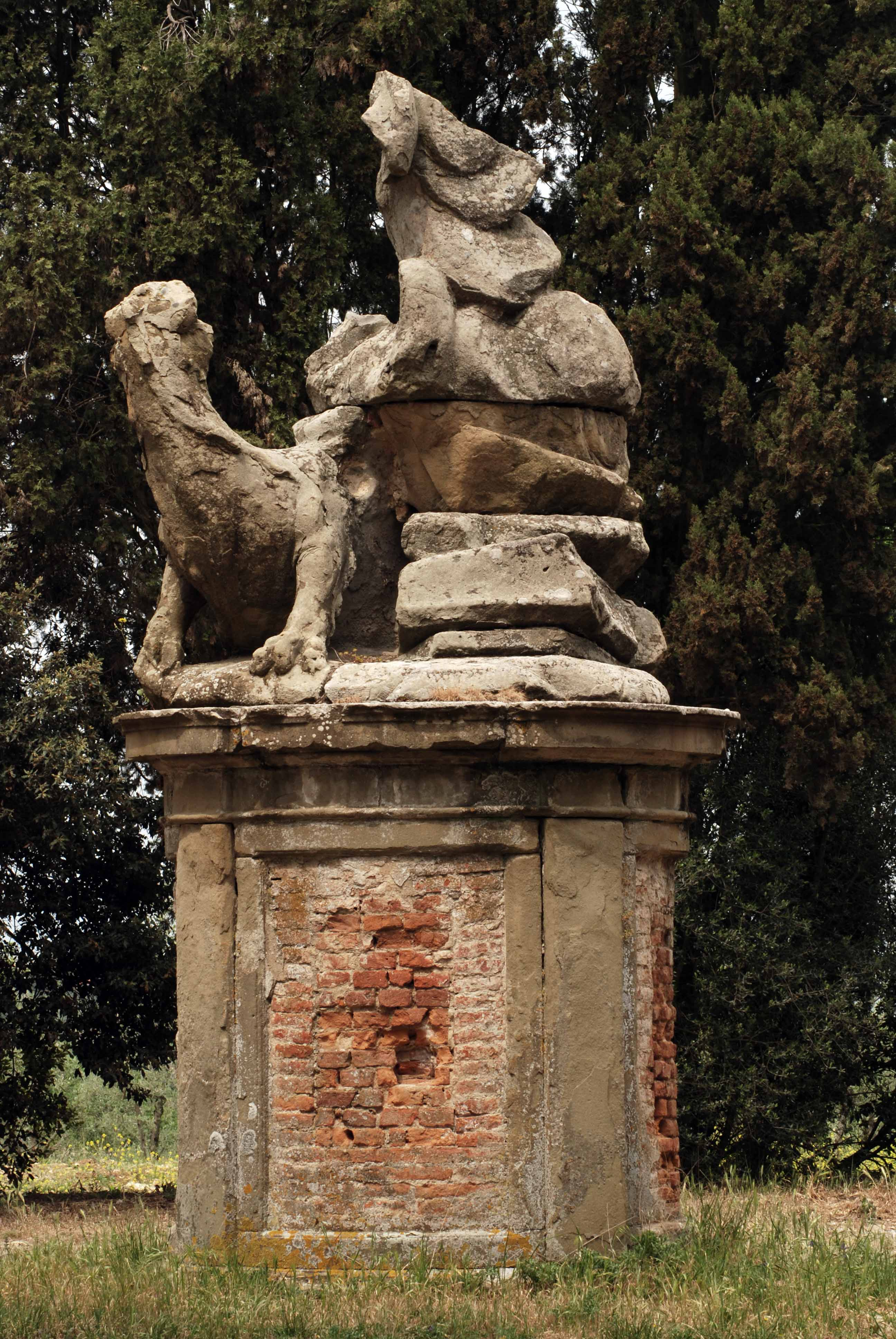
Parque Corsini - restos duma estátua atribuída a Giambologna
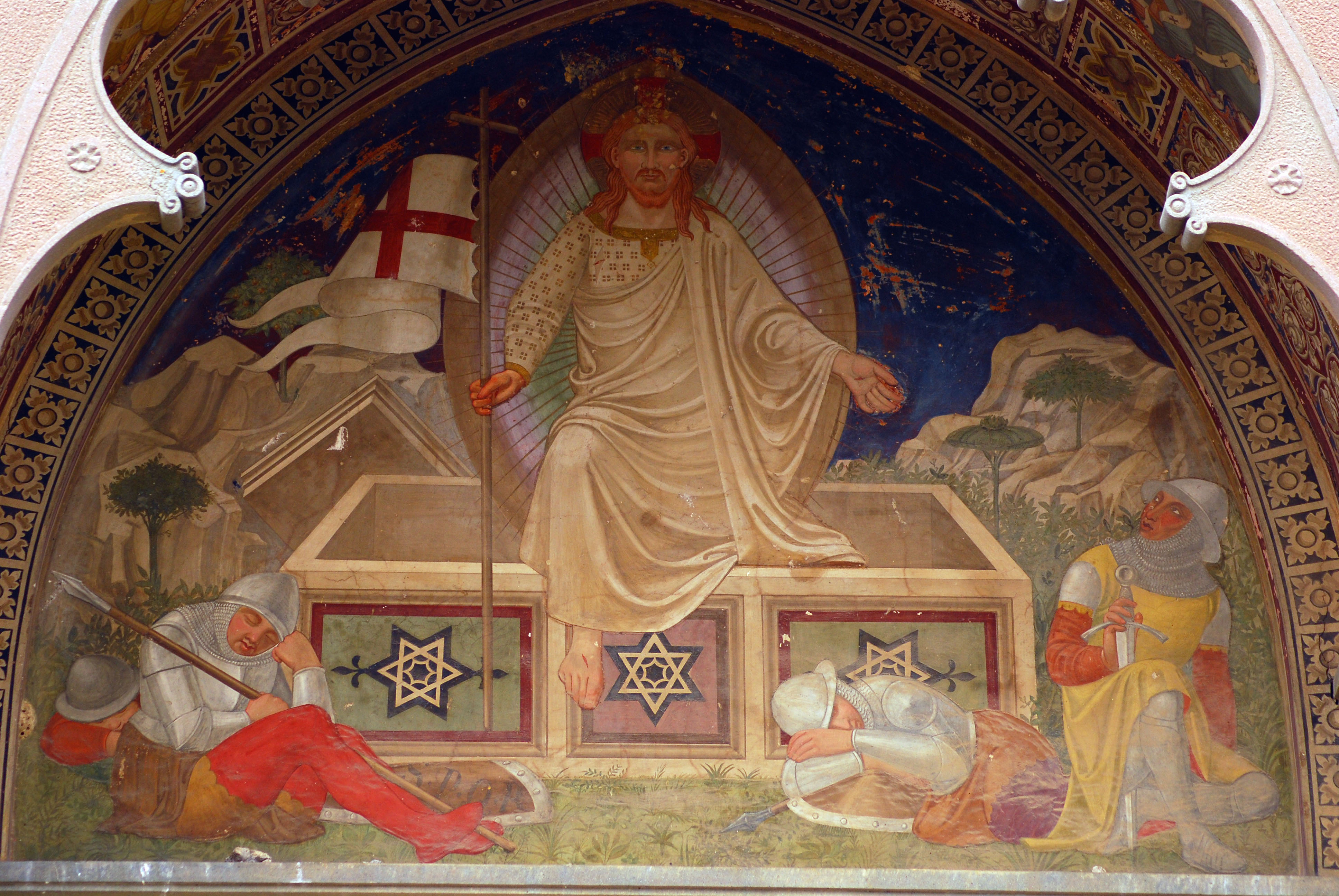
Afresco de Gaetano Bianchi na capela gentilícia